# Clifford Crowley
Pour les articles homonymes, voir Crowley.
Clifford Thomas Crowley (né le 13 juin 1906 à Winnipeg, mort le 27 avril 1948 dans la même ville) est un joueur canadien de hockey sur glace.

## Carrière
Clifford Crowley fait toute sa carrière dans la ville de Winnipeg, jouant pour les Argonauts, du Hockey Club et des Falcons.
Il est membre du Hockey Club, quand, au cours de la saison 1930-1931, le club remporte la Keane Memorial Cup en tant que champions de Winnipeg, la coupe Pattison en tant que champions du Manitoba et la Coupe Allan en 1931.
En tant que championne de la Coupe Allan, l'équipe est sélectionnée pour représenter le Canada aux Jeux olympiques d'hiver de 1932 à Lake Placid. Le Canada remporte la médaille d'or. Remplaçant, Clifford Crowley joue un match et ne marque pas de point.
Il arrête le hockey la saison suivante.
Il est d'abord employé d'officine pour la Kirkwood Drug Company avant d'être responsable du service de pharmacologie du Winnipeg General Hospital. Il meurt dans cet hôpital à 41 ans avant d'être enterré au cimetière d'Elmwood, un quartier de Winnipeg.
En 2004, il est intronisé au Temple de la renommée des sports du Manitoba.